# Baie de Beşik
La baie de Beşik, ou de Bésika ou de Ténédos est un mouillage sur la côte de l'Anatolie en Turquie, en face de l’île de Ténédos, à l’entrée des Dardanelles. C’est dans cette baie que les flottes anglo-françaises ont séjourné pendant quelques jours en 1853, avant la guerre de Crimée. 
C’est là aussi que, selon Virgile, douze siècles av. J.-C., mouillait la flotte des Grecs venue pour détruire Troie, dont l’emplacement se trouve à quelques kilomètres.

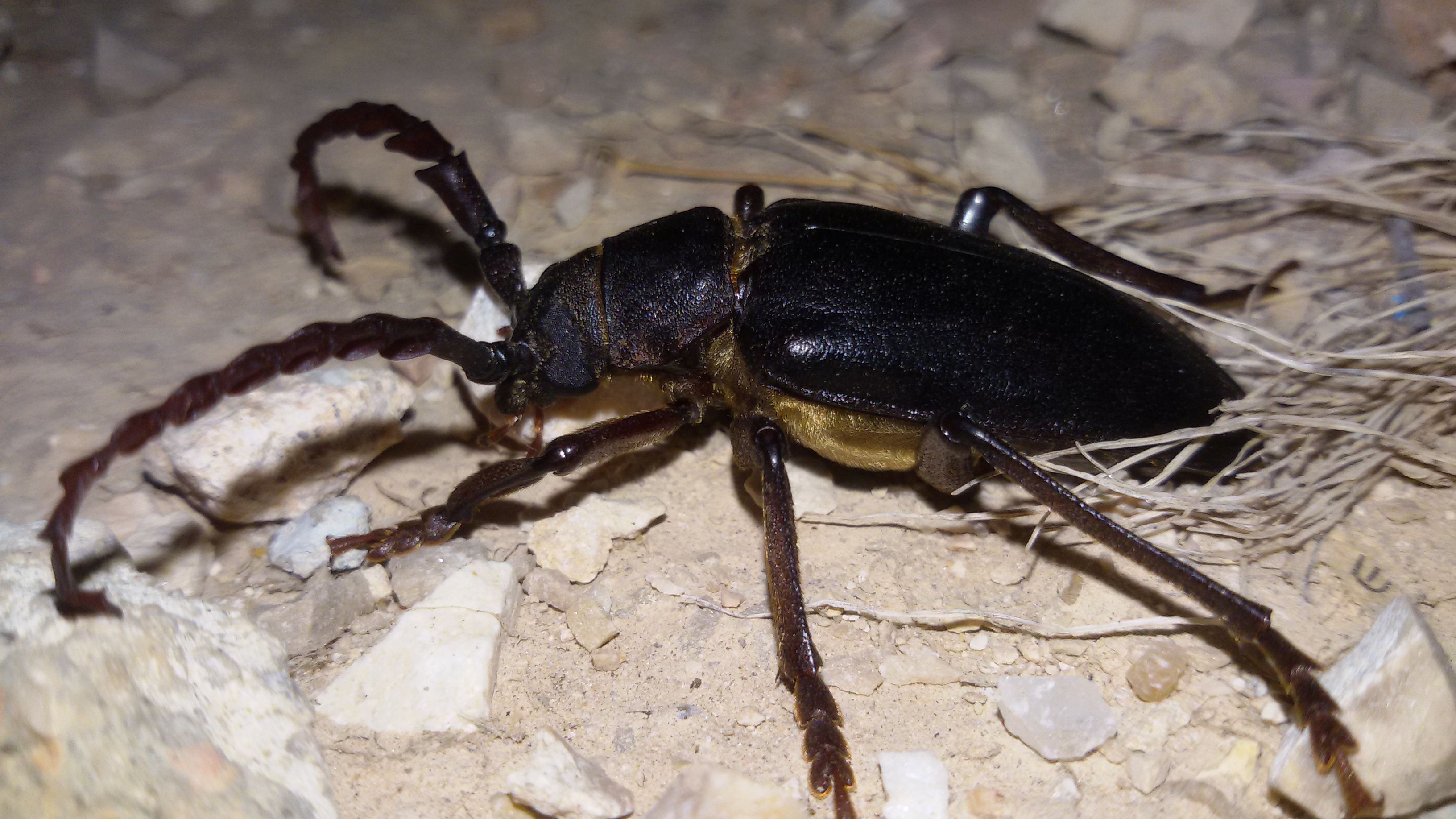
Prionus besikanus.

C'est également dans cette baie que l'entomologiste Léon Fairmaire collecta en 1855 l'holotype du Prionus besikanus, un coléoptère longicorne de la famille des Prioninae qu'il fut baptisé du nom de l'endroit

## Sources et Références

La flotte française comprenant le Charlemagne (1852), le Montebello (1812); le Napoléon, le Valmy (Borda II), le Henri IV (navire de ligne), le Ville de Paris (1851) rejoint son homologue anglaise dans la baie en 1853, dessin du Capitaine George Pechell Mends.

« Baie de Beşik », dans Pierre Larousse, Grand dictionnaire universel du XIXe siècle, Paris, Administration du grand dictionnaire universel, 15 vol., 1863-1890 [détail des éditions].
1. ↑  « Virgile - Enéide, 2, 1-267 », sur bcs.fltr.ucl.ac.be (consulté le 15 mars 2020)
2. ↑  « Prioninae du monde », sur www.prioninae.eu (consulté le 15 mars 2020)